# 5335 Dâmocles
5335 Dâmocles é o arquétipo dos damocloides, corpos menores do sistema solar que são núcleos inativos de cometas da família Halley e de cometas de longo período. Ele possui uma magnitude aparente de 26,9 e um diâmetro estimado em cerca de 10 quilômetros.

## Descoberta e nomeação
5335 Dâmocles foi descoberto no 18 de fevereiro de 1991, pelos astrônomo Robert H. McNaught, e recebeu o nome Dâmocles, uma figura da mitologia grega.

## Características orbitais
A órbita de 5335 Dâmocles tem uma excentricidade de 0,87 e possui um semieixo maior de 11,84 UA. O seu periélio leva o mesmo a uma distância de 1,58 UA em relação ao Sol e seu afélio a 22,10 UA.